# きんレモ歌謡曲まいったタヌキの大放送
『きんレモ歌謡曲まいったタヌキの大放送』（きんレモかようきょくまいったタヌキのだいほうそう）は、東京12チャンネル（現・テレビ東京）ほかで放送されていた音楽番組である。製作局の東京12チャンネルでは1974年7月から1975年3月まで放送。

## 概要
キンキンこと愛川欽也によるテレビ版DJ番組の第2弾で、前番組『きんきんケロンパ歌謡曲』と同様にはがきや電話での歌謡曲リクエストを受け付けていた。また、毎回10人の視聴者をスタジオサブへ招待していた。タイトルの「まいったタヌキ」は、愛川の持ち歌（1974年、ミノルフォンレコード）に由来する。
東京12チャンネル局内テレビスタジオのサブ（副調整室）からの生放送番組であったものの、曲の生演奏をすることはあまりなく、事前録画したVTRや他の番組用の素材を流すことが多かった。曲の合間には、「きんレモ人形劇」、「電リク」（イレブンダービーのようなゲームがあった）、「今週の新婚さん」、「新人コーナー」、「きんレモクイズ」などのバラエティコーナーを実施していた。
番組の終了後、替わって木曜20:00枠で第3弾となる『きんきんギラギラ大放送』がスタートした。

## 出演者
- 司会：愛川欽也、落合恵子（レモン）
- アシスタント：弘田恵美、森純子

## スタッフ
- 演出：板倉基（板さん）

## 放送時間
いずれも日本標準時。
- 月曜 19:00 - 19:56 （1974年7月 - 1974年9月）
- 月曜 19:00 - 19:55 （1974年10月 - 1975年3月） - 1分縮小。

## 放送局
※は録画放送をしていた局。
- 東京12チャンネル（製作局）
- 北海道文化放送※
- 岐阜放送
- 三重テレビ
- びわ湖放送
- 近畿放送
- サンテレビ
- テレビ和歌山
- 日本海テレビ※
- 広島ホームテレビ※

| 東京12チャンネル 月曜 19:00 - 19:55                                     | 東京12チャンネル 月曜 19:00 - 19:55                                               | 東京12チャンネル 月曜 19:00 - 19:55 |
| 前番組                                                                  | 番組名                                                                            | 次番組 |
| ----------------------------------------------------------------------- | --------------------------------------------------------------------------------- | --- |
| きんきんケロンパ歌謡曲 （1972年10月2日 - 1974年6月24日） ※19:00 - 19:56 | きんレモ歌謡曲まいったタヌキの大放送 （1974年7月 - 1975年3月）                    | 7時のナマナマ歌謡曲（月曜） （1975年3月31日 - 1975年7月7日） ※19:00 - 19:25スターとデイト（月曜） ※19:25 - 19:30ワンサくん 再放送 ※19:30 - 19:55 |
| 東京12チャンネル 月曜 19:55 - 19:56                                     |                                                                                   | |
| きんきんケロンパ歌謡曲 （1972年10月2日 - 1974年6月24日） ※19:00 - 19:56 | きんレモ歌謡曲まいったタヌキの大放送 （1974年7月 - 1974年9月） 【1974年10月廃枠】 | スポーツフラッシュ ※19:55 - 20:00 【1分拡大】 |